# Sösjöfjällen
Sösjöfjällen är ett fjällområde i Kalls socken, Åre kommun, Jämtland. Sösjöfjällen är belägna mellan norska gränsen och sjöarna Torrön, Stor-Burvattnet och Stor-Mjölkvattnet. Mjölkvattsfjället når 1246 meter över havet.
Sösjöfjällen är belägna inom Njaarke sameby (Sösjö sameby, tidigare Offerdals västra sameby, sedermera Kalls östra sameby). Området har använts för renskötsel i minst 1000 år. Inom området har 400 sydsamiska boplatser dokumenterats. Ett sameviste finns bl.a. i Tjouren vid Stor-Mjölkvattnet. 
Fjällområdet nås antingen via Kallsedet eller Frankrike i Offerdals socken, Krokoms kommun. Från Åkroken finns väg till Långsådalen, där bl.a. renslakt äger rum, och Stor-Mjölkvattnet. Den nordligaste delen av Sösjöfjällen ligger i Svenskådalens naturreservat.